# Sylke Otto
Sylke Otto (Chemnitz, DDR 7 juli 1969) is een voormalig Duitse rodelaarster.
Vanaf 1983 bezocht Otto SC Traktor Oberwiesenthal, een opleidingscentrum voor wintersporten. In de jaren 1989 tot 1993 volgde ze de opleiding tot farmaceutische-technische assistent. Vanaf 1996 is Otto in dienst bij het Duitse leger, waar ze in een aparte sportersgroep zit.
In haar carrière als rodelaarster won Otto 37 worldcupwedstrijden en viermaal de overall worldcup. Daarnaast werd ze vijfmaal tot Europees- en Wereldkampioene gekroond. Bij de Olympische Winterspelen in 2002 in Salt Lake City en bij de Olympische Winterspelen in 2006 in Turijn won ze de gouden medaille. Daardoor behaalde ze in 2006 bij de Duitse sportverkiezingen de derde plaats bij de verkiezing sportvrouw van het jaar. Vanwege zwangerschap beëindigde Otto haar sportcarrière in 2007.

## Resultaten
| Jaar | Toernooi            | Onderdeel   | Resultaat |
| ---- | ------------------- | ----------- | --------- |
| 1990 | EK Rodelen          | Dubbel      | Goud      |
| 1992 | Duits kampioenschap | Individueel | Brons     |
| 1992 | EK Rodelen          | Individueel | Zilver    |
| 1992 | EK Rodelen          | Dubbel      | Zilver    |
| 1993 | Duits kampioenschap | Individueel | Zilver    |
| 1995 | Duits kampioenschap | Individueel | Zilver    |
| 1999 | Duits kampioenschap | Individueel | Zilver    |
| 1999 | WK Rodelen          | Individueel | Brons     |
| 1999 | WK Rodelen          | Dubbel      | Brons     |
| 2000 | Duits kampioenschap | Individueel | Zilver    |
| 2000 | EK Rodelen          | Individueel | Goud      |
| 2000 | EK Rodelen          | Dubbel      | Goud      |
| 2000 | WK Rodelen          | Individueel | Goud      |
| 2000 | WK Rodelen          | Dubbel      | Zilver    |
| 2001 | WK Rodelen          | Individueel | Goud      |
| 2001 | WK Rodelen          | Dubbel      | Zilver    |
| 2002 | Duits kampioenschap | Individueel | Zilver    |
| 2002 | Olympische Spelen   | Individueel | Goud      |
| 2003 | Duits kampioenschap | Individueel | Zilver    |
| 2003 | WK Rodelen          | Individueel | Goud      |
| 2003 | WK Rodelen          | Dubbel      | Goud      |
| 2004 | Duits kampioenschap | Individueel | Goud      |
| 2004 | EK Rodelen          | Individueel | Brons     |
| 2004 | WK Rodelen          | Individueel | Brons     |
| 2005 | Duits kampioenschap | Individueel | Brons     |
| 2005 | WK Rodelen          | Individueel | Goud      |
| 2005 | WK Rodelen          | Dubbel      | Goud      |
| 2006 | Duits kampioenschap | Individueel | Goud      |
| 2006 | Olympische Spelen   | Individueel | Goud      |
| 2007 | Duits kampioenschap | Individueel | Goud      |

1964: Ortrun Enderlein ·
1968: Erica Lechner ·
1972: Anna-Maria Müller ·
1976: Margit Schumann ·
1980: Vera Sosoelja ·
1984: Steffi Walter-Martin ·
1988: Steffi Walter-Martin ·
1992: Doris Neuner ·
1994: Gerda Weissensteiner ·
1998: Silke Kraushaar ·
2002: Sylke Otto ·
2006: Sylke Otto ·
2010: Tatjana Hüfner ·
2014: Natalie Geisenberger ·
2018: Natalie Geisenberger ·
2022: Natalie Geisenberger